# SS-085 안무
SS-085 안무는 대한민국 해군의 도산안창호급 잠수함의 2번함이다.

## 역사
일제 감정기 독립운동가인 안무 장군의 이름을 따왔다. 2020년 11월 10일, 해군의 3000t급 잠수함인 ‘안무함’의 진수식이 경상남도 거제시 대우조선해양 옥포조선소에서 열렸다.

## VLS
안무함은 도산안창호함과 마찬가지로 잠수함발사탄도미사일(SLBM) 발사관이 6개인 콜드런치(cold launch) 방식 수직발사대를 갖춘 것으로 전해졌다. 다만 군은 공식적으로는 3천t급 잠수함의 수직발사관 장착 여부나 직경·길이는 물론, SLBM 개발 여부를 언급하지 않고 있다.
구소련의 전략잠수함 개발 초기와 딱 한 척만 건조된 북한의 신포급 잠수함을 제외하면 현역 디젤 잠수함 중에서는 안창호급이 유일하게 수직발사관(VLS)을 심었다. 다만 수직발사관의 직경은 어뢰발사관의 두 배 정도여서 북한 신포급처럼 장거리 탄도미사일은 탑재가 불가능해 보인다. 외관상 크기에 미뤄 1개 수직발사관에 해성-3급 순항미사일 2~4기나 현무-2급 탄도미사일 1기를 탑재할 것으로 추정된다.
기뢰관의 내부 직경은 21인치(53.34cm), 어뢰관의 내부 직경은 21.125인치(53.6575cm)이다. 기존 순항미사일용 수직발사관 직경은 53.3cm 안팎이다. 현무-2의 직경은 90cm이다.